# Mine de plomb de La Maline en Gard

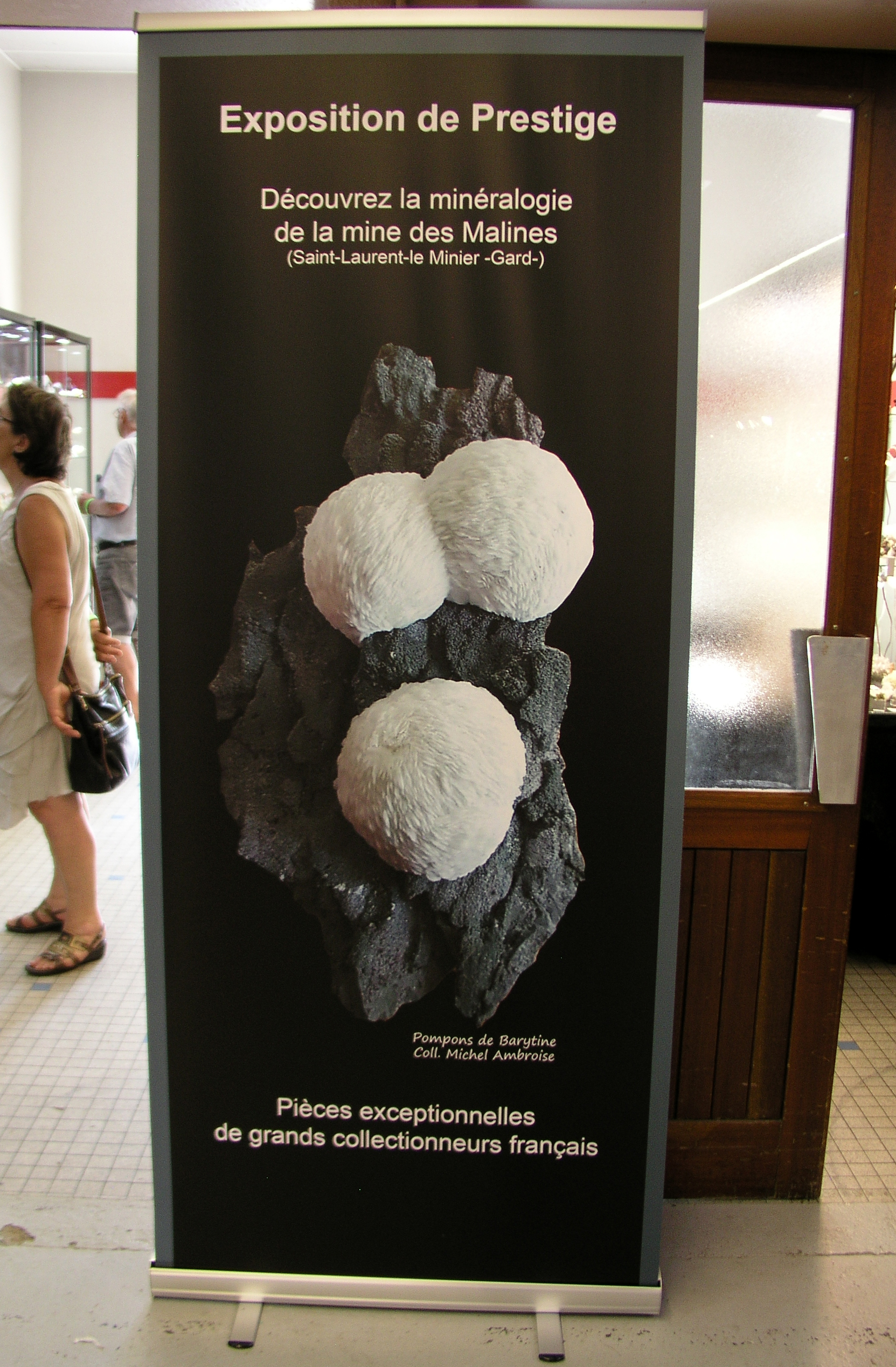
Affiche de l'exposition de prestige sur les minéraux de la mine des Malines exposés lors de la Bourse internationale des minéraux et fossiles de Millau les 20 et 21 juillet 2019.

La mine de plomb de la Maline en Gard était la plus importante des mines de plomb françaises au XXe siècle.

## Histoire
Le secteur de Saint-Laurent-le-Minier a fait l'objet d'une exploitation des métaux dès l'âge du bronze. L'activité minière s'est poursuivie sur de nombreux sites d'anciennes exploitations datant pour la plupart d'avant l'invention de la poudre. Plusieurs de ces sites ont été fouillés et ont donné lieu à des publications scientifiques. Plus près de nous, deux exploitations modernes ont été poursuivies à la fin du XIXe siècle et dans le courant du XXe siècle par des compagnies renommées, la belge Vieille Montagne et la Société minière et métallurgique de Peñarroya, compagnie française.
Le gisement des Malines a été le plus tardivement exploité, sur une surface de 3 km par 2,5 km pour environ 300 km de galeries. L'exploitation y a cessé en 1991. On y a exploité la sphalérite (blende) et la galène, pour en tirer le zinc et le plomb.
La concession dite de Saint-Laurent-le-Minier a été créée le 9 mars 1875 en faveur de la S.A. des Mines de Malines. Elle bénéficie de travaux importants dès la première année, puis de l'installations de triage et 3 fours de grillage en 1891 situées à mi-pente, relié aux ateliers de broyage et de lavage situé au-dessous par un plan incliné.
En 1909, ce sera l'électrification du processus extractif par une centrale thermique située au bord de la Vis, en aval de Saint-Laurent-le-Minier.
Au XXe siècle, divers bâtiments se groupent autour des ateliers inférieurs (laboratoire, nouveaux bureaux, logement et cantine pour les ouvriers) qui devient le nouveau centre. En aval, les mineurs érigent un barrage pour retenir les boues issues du lavage.
La mine de plomb de la Maline est plus importante en France et contribue à l'effort du pays après la Seconde Guerre mondiale pour devenir autosuffisant en plomb, grâce à la production des mines métropolitaines et d'Afrique du Nord.
Vers 1965, c'est le passage sous contrôle de la Société minière et métallurgique de Peñarroya, près de trente ans avant la fermeture de la mine en 1992. La pollution laissée par l'exploitation minière affecte très inégalement les divers lieux que l'activité minière a occupés.

## Minéraux
Une exposition temporaire des minéraux récoltés dans la mine a eu lieu lors de la Bourse internationale des minéraux et fossiles de Millau (Aveyron) les 20 et 21 juillet 2019. Quatre vitrines dédiées à l'exposition de prestige abritaient des pièces exceptionnelles provenant de collections privées.